# آلیسیا سوباسنابار د لا کوادرا
آلیسیا سوباسنابار د لا کوادرا (اسپانیایی: Alicia Zubasnabar de De la Cuadra‎؛ ۱۵ ژوئیه ۱۹۱۵ – ۱ ژوئن ۲۰۰۸) کنشگری اهل آرژانتین بود. وی فعال حقوق بشر بود.

## مادران میدان پلازا د مایو
در اکتبر ۱۹۷۷، با دعوت آلیسیا سوباسنابار دلا کوادرا «لیچا»، از میرتا آکونیا دی باراواله، آنها شبکه مادران را، برای تشکیل گروه ویژه ای از مادربزرگ‌ها که به دنبال نوه‌های گمشده خود بودند تشکیل دادند. آنها از دوازده زن بنیان‌گذار میدان پلازا دی مایو بودند. نوه میرتا آکونیا دی باراواله همچنان مفقود است. در سال ۱۹۸۶، به دلیل اختلافات داخلی بین مادران، مادران پلازا د مایو شکست خوردند.